# Фонте Ђироне (Мачерата)
Фонте Ђироне (итал. Fonte Girone) насеље је у Италији у округу Мачерата, региону Марке.
Према процени из 2011. у насељу је живело 43 становника. Насеље се налази на надморској висини од 159 м.